# Guanlong
Guanlong (em chinês 冠龍) é um gênero de dinossauro tiranossauróide proceratossaurídeo do Jurássico Superior da China. O táxon foi descrito pela primeira vez em 2006 por Xu Xing et al., que o descobriram representar um novo táxon relacionado ao Tiranossauro. O nome é derivado do chinês, traduzido como "dragão coroa". Dois indivíduos são conhecidos atualmente, um adulto parcialmente completo e um juvenil quase completo. Esses espécimes vêm do estágio Oxfordiano da Formação Shishugou.

## Descoberta

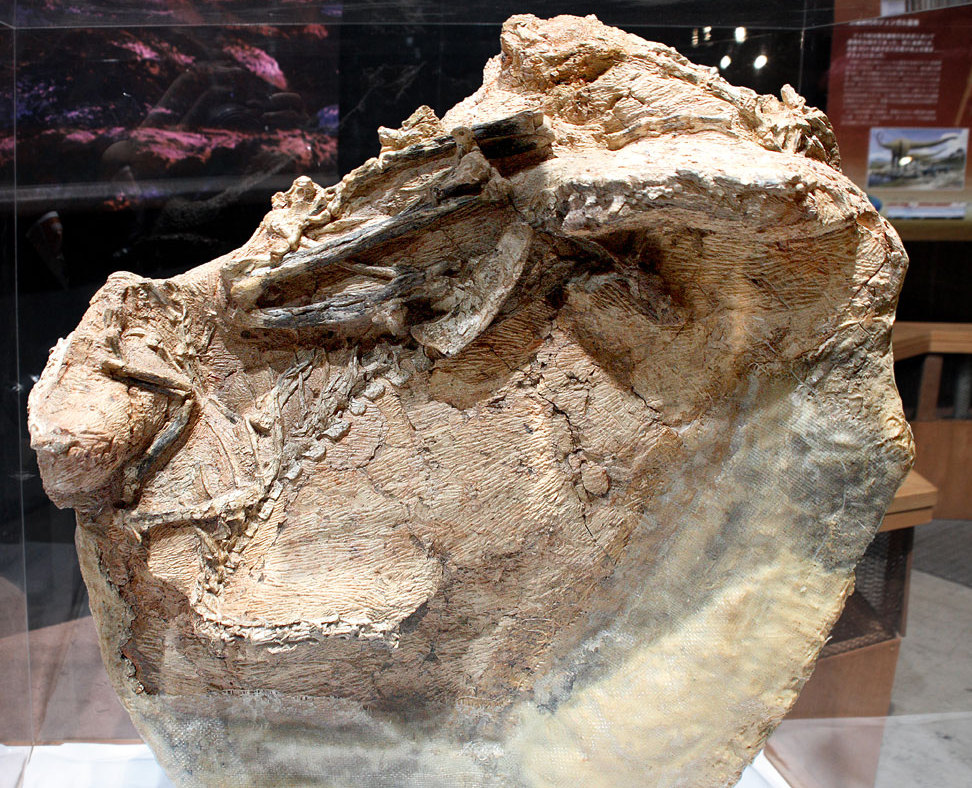
O espécime parátipo IVPP V14532, com o crânio removido

Guanlong foi descoberto na área de Dzungaria, na China, por uma expedição conjunta de cientistas do Instituto de Paleontologia de Vertebrados e Paleoantropologia e da Universidade George Washington, e nomeado por Xu Xing e outros em 2006. Guanlong vem das palavras chinesas para "coroa", 冠 , e "dragão", 龍, referindo-se à crista. O epíteto específico (五彩), wucaii (Hanyu Pinyin: wǔcǎi), significa "multicolorido" e refere-se às cores da rocha do Wucaiwan (五彩灣, "baía de 5 cores", "baía multicolorida"), das multicores das terras áridas onde a criatura foi encontrada.
Atualmente, Guanlong é conhecido por dois espécimes, um descoberto em cima do outro, com outros três dinossauros terópodes individuais, na Formação Shishugou. O holótipo (IVPP V14531) é um esqueleto adulto razoavelmente completo e parcialmente articulado, e era o que estava no topo. Outro espécime imaturo, o parátipo IVPP V14532, é conhecido por restos totalmente articulados e quase completos. Presume-se que tenha sido pisoteado, após a morte, pelo adulto.

## Descrição

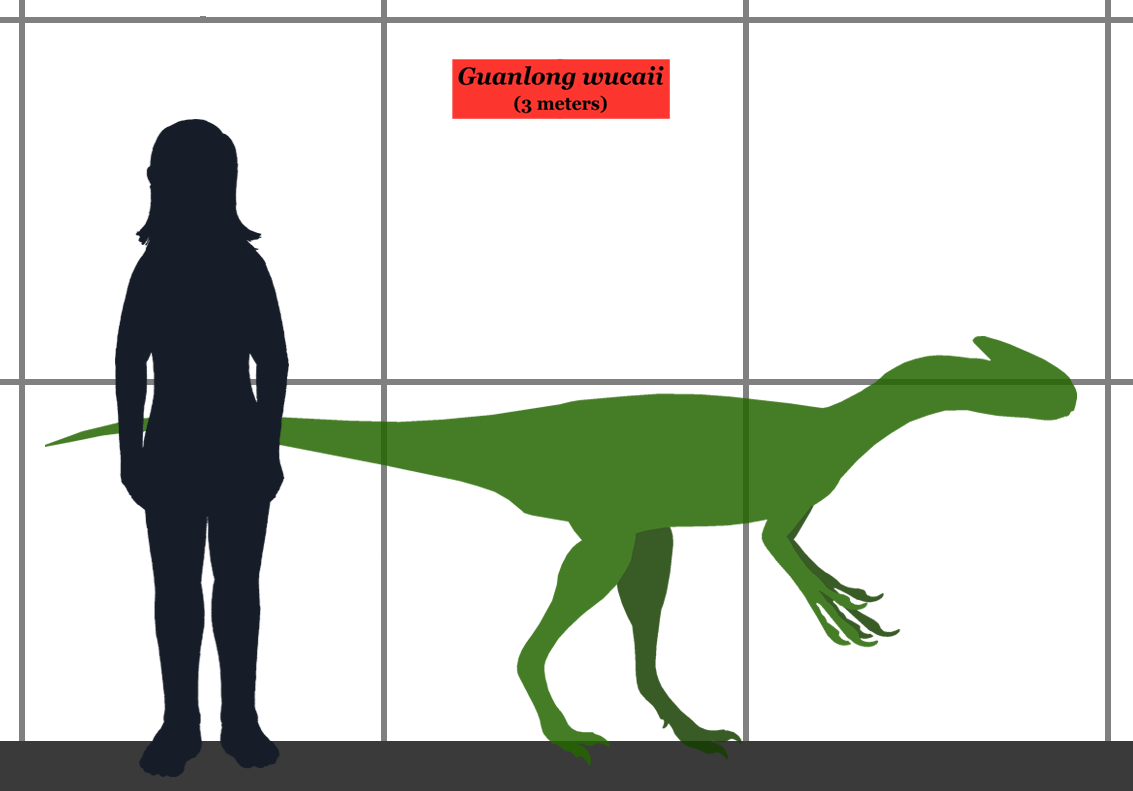
Tamanho comparado com o humano

Guanlong era um terópode relativamente pequeno, atingindo 3–3,5 m de comprimento e 125 kg de massa corporal. Seus fósseis foram encontrados na Formação Shishugou, datando de cerca de 160 milhões de anos atrás, no estágio Oxfordiano do período Jurássico Superior, 92 milhões de anos antes de seu conhecido parente, o Tiranossauro. Este terópode saurísquio bípede compartilhava muitas características com seus descendentes, e também tinha algumas características incomuns, como uma grande crista na cabeça. Ao contrário dos tiranossauróides posteriores, Guanlong tinha três dedos longos nas mãos. Além de sua crista distinta, ele teria se parecido com seu parente próximo Dilong, e como este pode ter tido uma camada de penas primitivas.

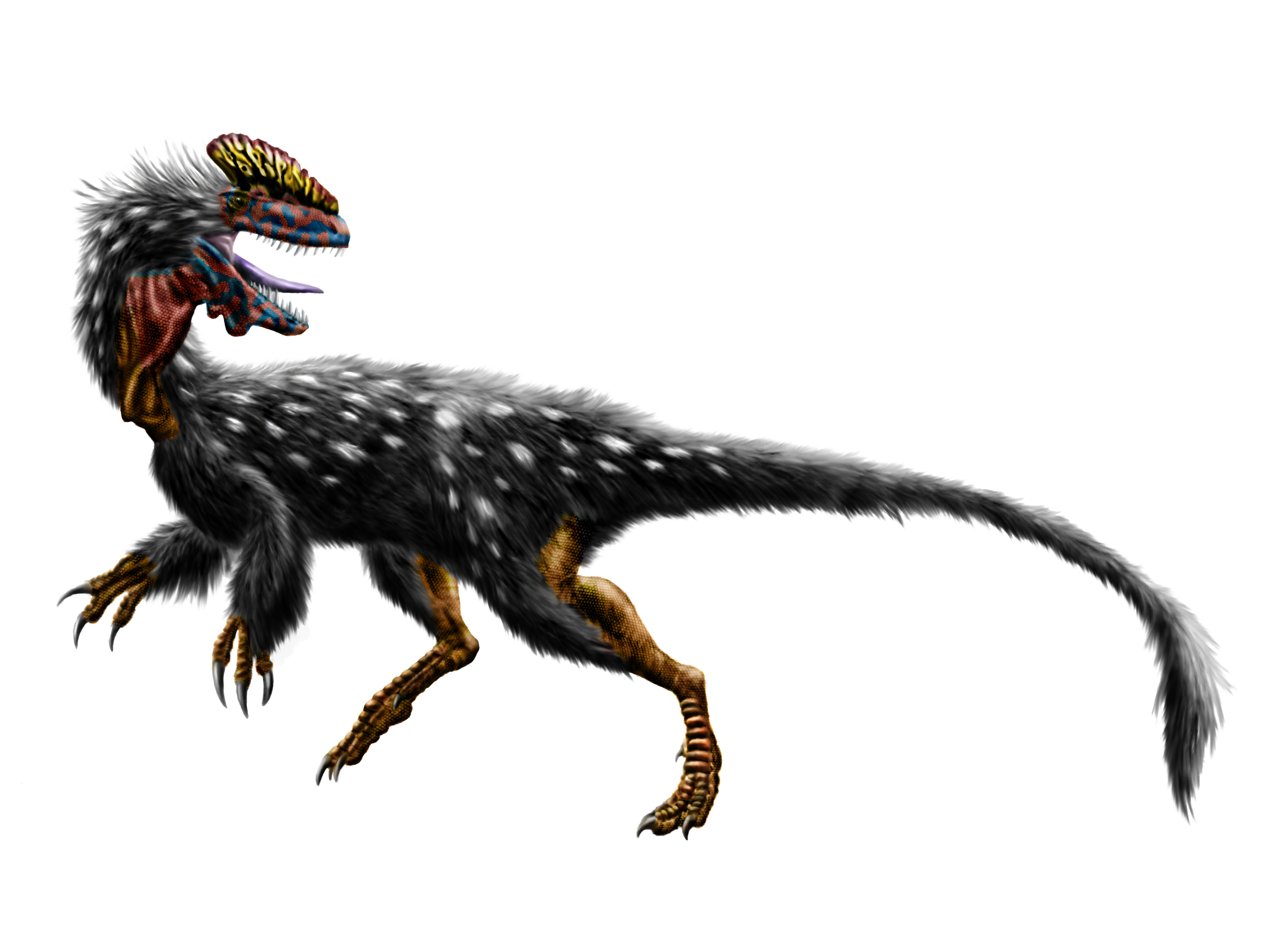
Restauração do animal em vida

## Classificação
Em um estudo recente, Guanlong foi encontrado em um clado com Proceratosaurus e Kileskus. Juntos formaram a família Proceratosauridae com um clado contendo Sinotyrannus, Juratyrant e Stokesosaurus. No entanto, em 2014, outro estudo foi publicado, encontrando Stokesosaurus e Juratyrant fora da família, que incluía apenas Guanlong, Proceratosaurus, Kileskus e Sinotyrannus..
Abaixo está um cladograma simplificado da análise posterior, de Fiorillo & Tykoski, 2014.
|  | Guanlong                                                         |
|  |                                                                  |
|  | \| \| Proceratosaurus \| \| \| \| \| \| Sinotyrannus \| \| \| \| |
|  |                                                                  |
|  | Proceratosaurus                                                  |
|  |                                                                  |
|  | Sinotyrannus                                                     |
|  |                                                                  |

|  | Proceratosaurus |
|  |                 |
|  | Sinotyrannus    |
|  |                 |

|  | Guanlong                                                         |
|  |                                                                  |
|  | \| \| Proceratosaurus \| \| \| \| \| \| Sinotyrannus \| \| \| \| |
|  |                                                                  |
|  | Proceratosaurus                                                  |
|  |                                                                  |
|  | Sinotyrannus                                                     |
|  |                                                                  |

|  | Proceratosaurus |
|  |                 |
|  | Sinotyrannus    |
|  |                 |

## Paleobiologia

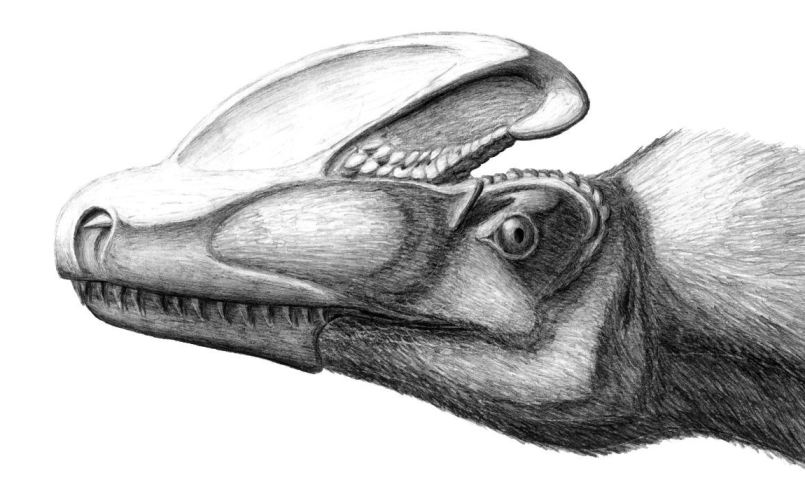
Restauração da cabeça

A idade dos dois indivíduos foi determinada por meio de análise histológica. Foi demonstrado que o adulto amadureceu aos 7 anos e morreu aos 12 anos. O juvenil morreu aos 6 anos e ainda estava crescendo. Como os indivíduos têm idades diferentes, pode-se perceber algumas das mudanças que aconteceram durante o crescimento. Nos juvenis a crista fica restrita ao focinho, que é proporcionalmente mais curto. A órbita também é maior, a mão comparativamente maior, a perna é mais longa, o osso púbico tem uma extremidade menos expandida e outras características são encontradas em celurossauros e tiranossauróides mais derivados.
Guanlong possuía uma crista craniana que ornamentava a parte superior do focinho. Nos espécimes descobertos, a crista no crânio do espécime imaturo é notavelmente menor e restrita à porção anterior do focinho, enquanto o adulto possui uma crista maior e mais extensa. As cristas de ambos os espécimes são estruturas finas e delicadas que provavelmente serviram como órgãos de exibição, possivelmente para eventos como o acasalamento. É semelhante aos do Dilophosaurus e do Monolophosaurus e, como esses, era altamente pneumatico. Porém, era mais delicado do que nos outros gêneros, e também proporcionalmente maior e mais elaborado. Estruturas em Dilophosaurus e Monolophosaurus também foram sugeridas como sendo para reconhecimento de espécies, mas a crista mais grácil de Guanlong é mais provável para fins de exibição.